# Ledová plochá dráha

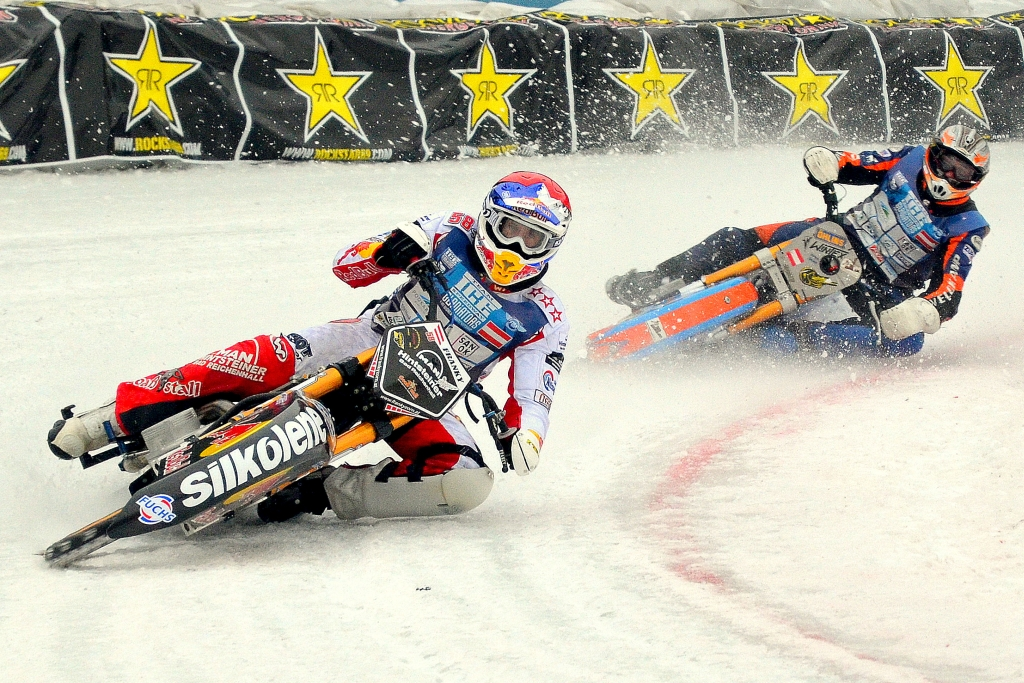
Závod Mistrovství světa ledové ploché dráhy 2013 v Sanoku

Ledová plochá dráha je druh zimního motocyklového závodu, spadající pod plochou dráhu, který vznikl ve 20. letech 20. století. Do podoby samostatného sportu se vyvinul z různých zimních motocyklových soutěží. Závodníci používají lehké plochodrážní motocykly, které jsou přizpůsobeny nízkým teplotám a velmi kluzkému povrchu ledové dráhy.

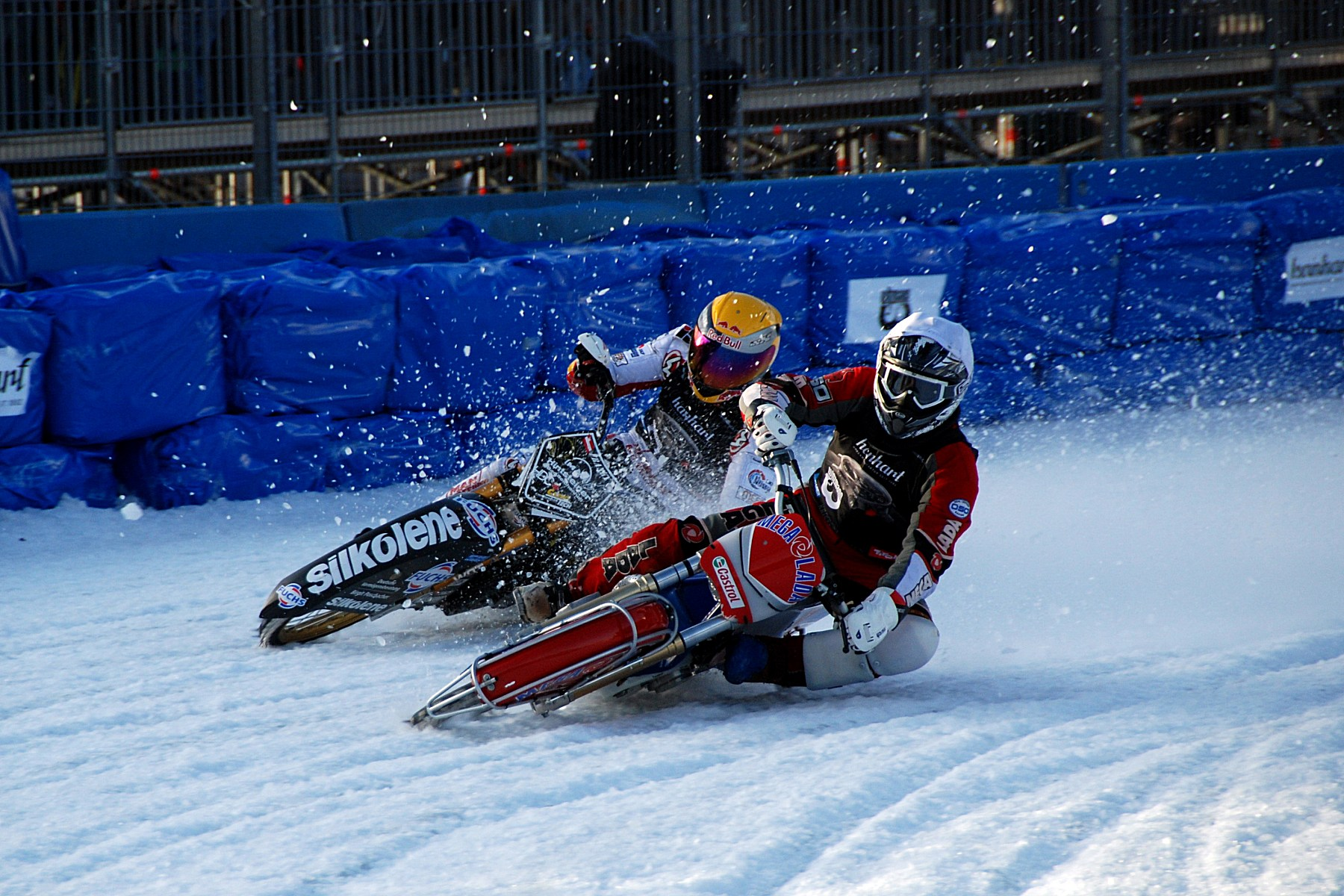
Závod Mistrovství světa ledové ploché dráhy 2010 v Innsbrucku

## Historie
Ledová plochá dráha již dlouho sloužila jako zimní trénink k závodům klasické ploché dráhy a motokrosu. Vznik ledové ploché dráhy jako samostatného sportu však není písemně doložitelný, pravděpodobně však vznikl roku 1924 v Rusku.
V Rusku je ledová plochá dráha téměř masovým sportem, protože díky podnebí zde panují výborné přírodní podmínky pro trénink. V roce 1997 tak v Rusku bylo registrovaných 1 500 aktivních sportovců. Díky tomu je Rusko dominantní velmocí na soutěžích po celém světě. Od roku 1964 jsou pořádána mistrovství světa. V roce 2004 se mezinárodních soutěží zúčastnili jezdci ze 17 zemí, kromě jezdců z evropských zemí měly zastoupení i Austrálie, Nový Zéland či Mongolsko a USA. 
Za pravidla je odpovědná Mezinárodní motocyklová federace (FIM).

## Specifika motocyklů pro ledovou plochou dráhu

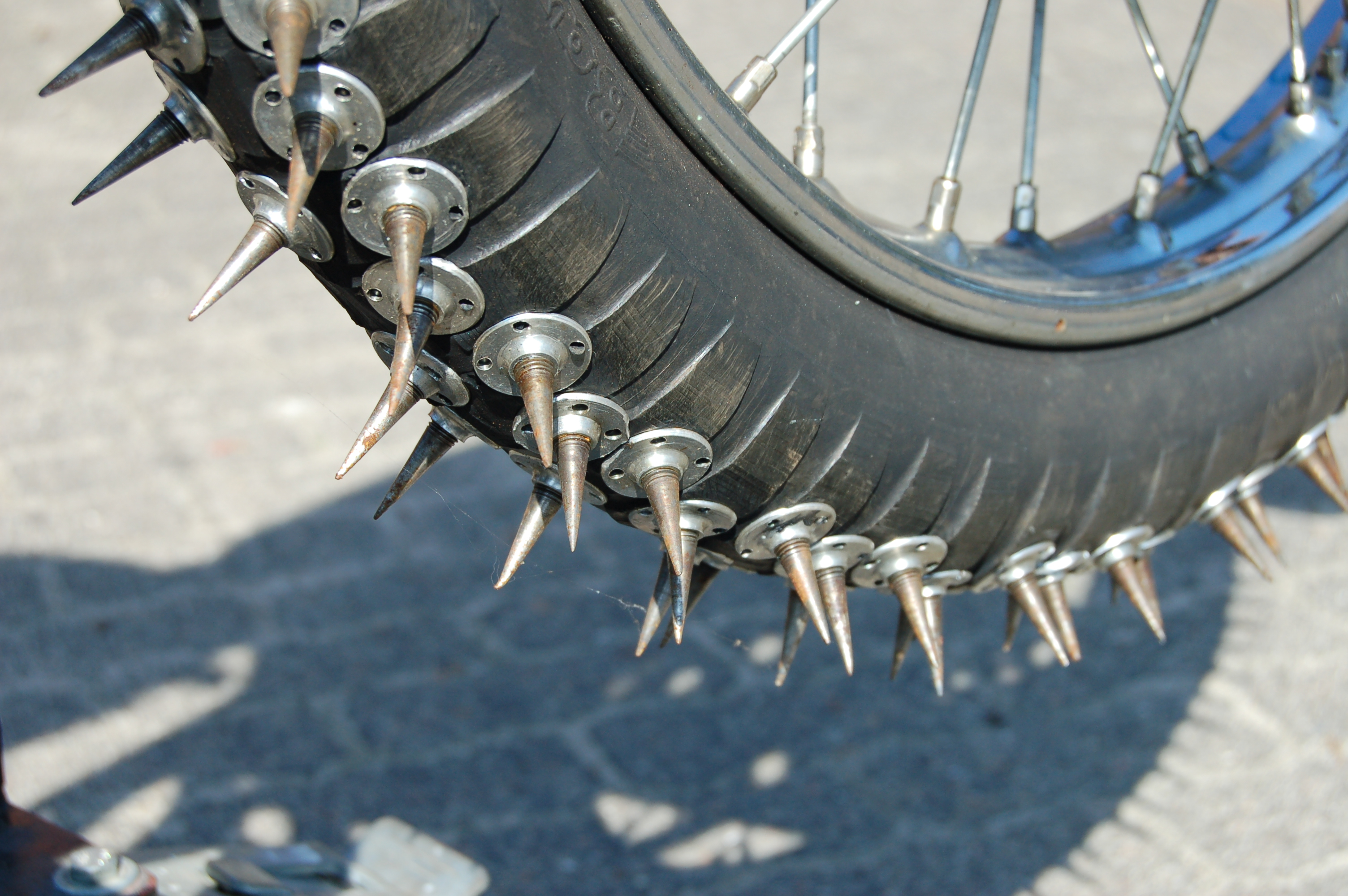
Hřeby na zadním kole motorky pro ledovou plochou dráhu, levá strana

Jezdci používají robustní motocykly s objemem motoru 500 cm³ o výkonu maximálně 70 koní, protože důležité je řidičské umění, ne vysoký výkon. Nejčastěji používanými motocykly jsou české Jawy. Pravidla povolují použití dvou i čtyřtaktních motorů. Rám motorky je většinou vlastní výroby a jsou používány lehké materiály jako jsou karbon nebo hliníkové slitiny. Kvůli jízdním vlastnostem je dnes upřednostňována konstrukce pro jízdu vstoje. Průměrná rychlost je kolem 90 km/h, avšak bylo dosaženo i maximálních rychlostí kolem 140 km/h. Vzhledem k převážně vlastní konstrukci motorek, je před závodem třeba absolvovat kontrolu splnění technických regulí a vážení (hmotnost cca 110 kg).